# 統一研究院
統一研究院（韓語：통일연구원）是韓國政府資助的智庫，主要研究兩韓統一問題，前身為民族統一研究院。

## 歷史
1990年，韓國政府在統一部下設立民族統一研究院。當時主要的研究內容是北韓政治。
2010年，統一研究院對33名脫北者進行了一項調查，並發現韓流的影響是促使北韓民眾冒著生命危險逃往韓國最主要的原因之一。

## 北韓人權問題白皮書
韓國統一研究院於1994年12月間成立北韓人權中心，負責收集並整理任何與北韓人權問題有關的資料；同時自1996年起，統一研究院每年均會以韓語與英語兩種語言發表《北韓人權問題白皮書》。
- 2014年北韓人權問題白皮書 （页面存档备份，存于）
- 2013年北韓人權問題白皮書 （页面存档备份，存于）
- 2012年北韓人權問題白皮書

## 報告與分析
- 兩韓統一的法律與政策：分析與展望 （页面存档备份，存于）
- 促進北韓人權 （页面存档备份，存于）
- 通往「快樂統一」之路
- 建構信任的過程與兩韓統一 （页面存档备份，存于）

## 外部連結
- 統一研究院 （页面存档备份，存于）